# Österreichisches Ehrenzeichen und Österreichisches Ehrenkreuz für Wissenschaft und Kunst

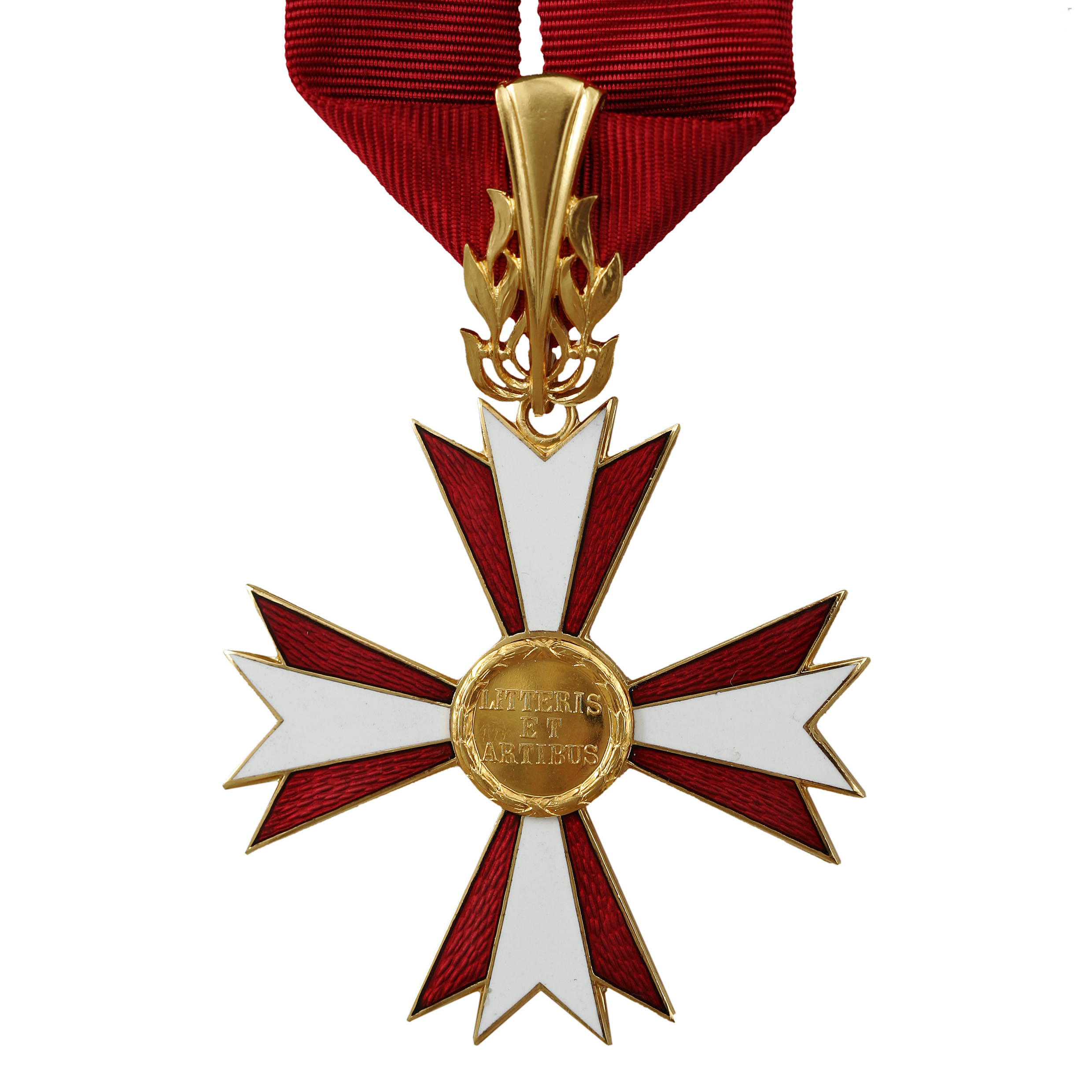
Österreichisches Ehrenzeichen für Wissenschaft und Kunst

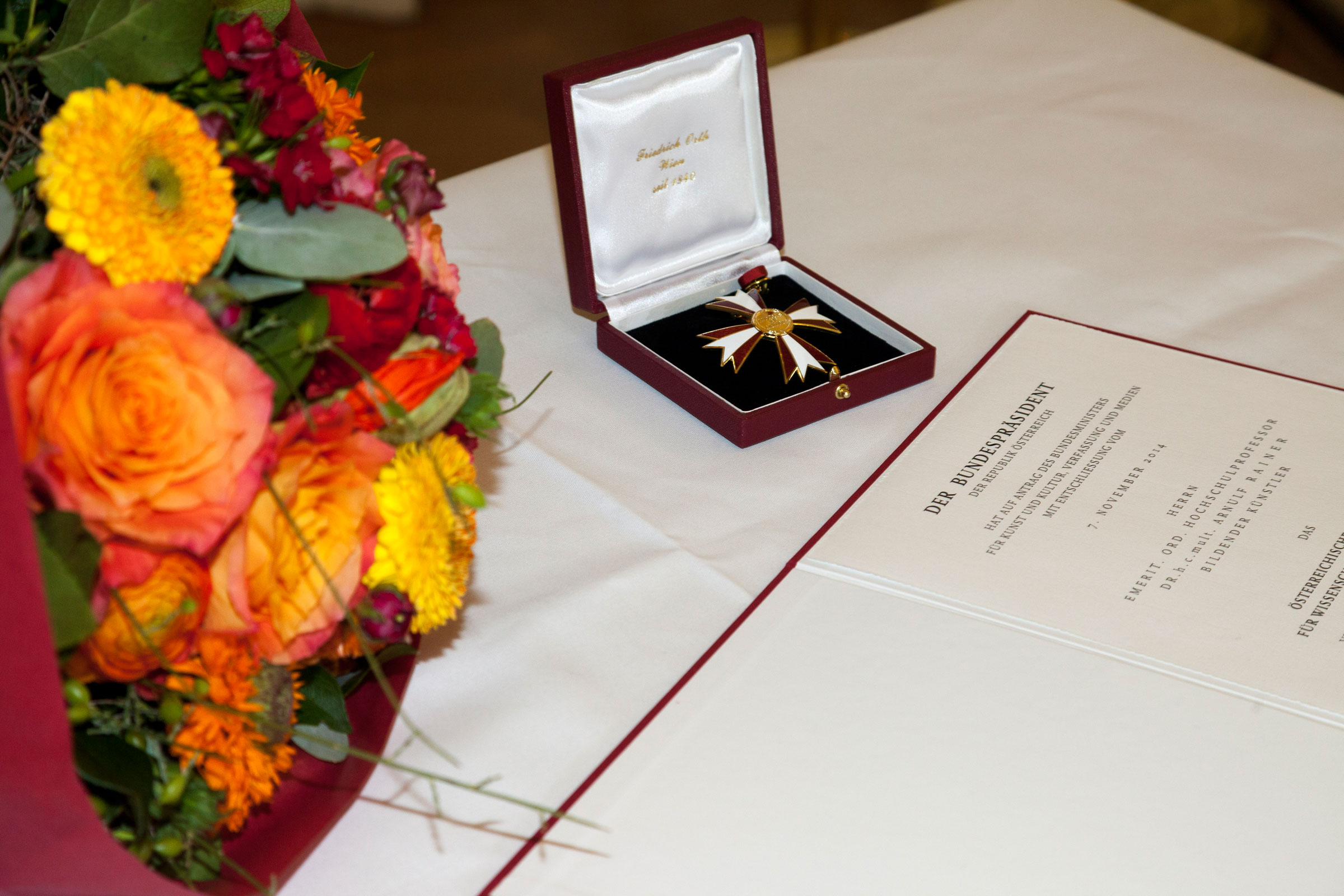
Österreichisches Ehrenkreuz für Wissenschaft und Kunst I. Klasse mit Verleihungsurkunde für Arnulf Rainer

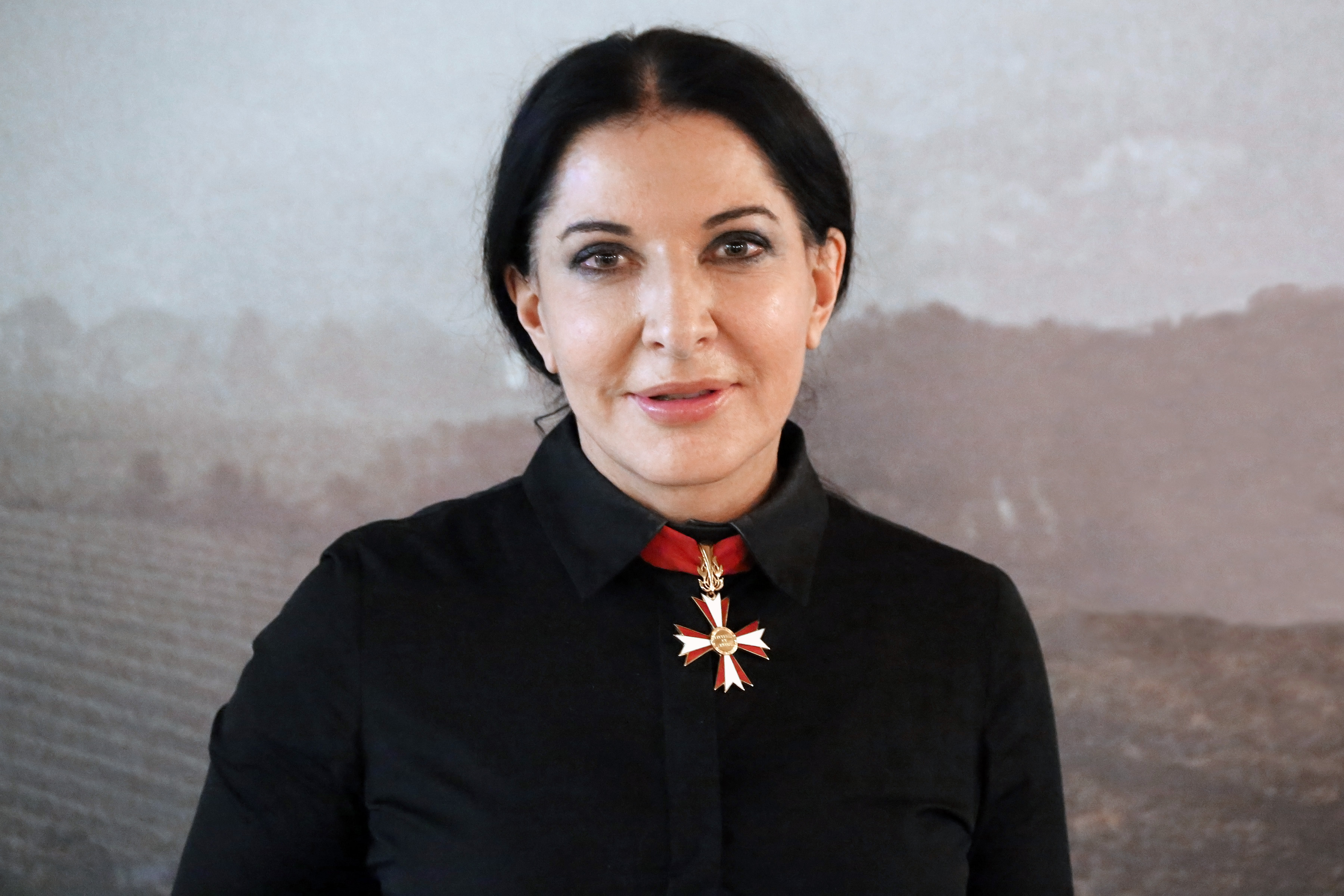
Marina Abramović mit dem Ehrenzeichen für Wissenschaft und Kunst

Das Österreichische Ehrenzeichen und Österreichische Ehrenkreuz für Wissenschaft und Kunst (= zusammengezogene Kurzform, amtliche Langform Österreichisches Ehrenzeichen für Wissenschaft und Kunst und Österreichisches Ehrenkreuz für Wissenschaft und Kunst) ist eine staatliche Auszeichnung in Österreich, eingebettet in der Systematik der Orden und Ehrenzeichen der Republik Österreich. Es wird dreistufig verliehen als das Österreichische Ehrenzeichen für Wissenschaft und Kunst, das Österreichische Ehrenkreuz für Wissenschaft und Kunst I. Klasse und das Österreichische Ehrenkreuz für Wissenschaft und Kunst.

## Geschichte
Das Bundesgesetz vom 25. Mai 1955 über die Schaffung eines Österreichischen Ehrenzeichens für Wissenschaft und Kunst und eines Österreichischen Ehrenkreuzes für Wissenschaft und Kunst (BGBl. Nr. 96/1955) war das erste Gesetz, das nach der Unterzeichnung des Österreichischen Staatsvertrags (15. Mai 1955), womit am 27. Juli 1955 die volle Souveränität der Republik nach dem Zweiten Weltkrieg eintrat, erlassen wurde.
Mit diesem Gesetz wurde das Österreichische Ehrenzeichen für Wissenschaft und Kunst sowie das Österreichische Ehrenkreuz für Wissenschaft und Kunst geschaffen bzw. wiedererrichtet. Die erläuternden Bemerkungen in der Regierungsvorlage (RV) vom 8. März 1955 berufen sich auf das mit kaiserlicher Entschließung aus dem Jahre 1887 geschaffene K.u.k. Österreichisches Ehrenzeichen für Kunst und Wissenschaft. Des Weiteren wurde in der RV darauf verwiesen, dass sehr bald in der neu gegründeten Republik die nach dem Untergang der österreichisch-ungarischen Monarchie im November 1918 „fehlende Möglichkeit, hervorragende Leistungen auf den Gebieten der Kunst und der Wissenschaft durch eine sichtbar getragene Auszeichnung zu würdigen, als Mangel empfunden [wurde], weil durch die geschaffenen Ehrenzeichen für Verdienste um die Republik Österreich in erster Linie allgemeine Verdienste um den Staat und nicht besondere Verdienste um Kunst und Wissenschaft berücksichtigt werden konnten.“
Zwar wurde, der RV zufolge, bereits im Jahr 1926 ein entsprechender Gesetzentwurf dem Nationalrat zugeleitet, der aber niemals (Gründe dafür sind nicht angeführt) ins Plenum zur Abstimmung gelangte. Erst unter dem austrofaschistische Ständestaat wurde mit dem Bundesgesetz vom 9. Oktober 1934, betreffend die Schaffung eines Österreichischen Ehrenzeichens und eines Österreichischen Verdienstkreuzes für Kunst und Wissenschaft, (BGBl. II Nr. 333/1934; Statuten in BGBl. 83/1935) wieder eine solche Auszeichnung geschaffen, wie sie von Vertretern der Kunst und der Wissenschaft vorgeschlagen wurden. Bis zum „Anschluss“ Österreichs an das nationalsozialistische Deutsche Reich im März 1938 wurde das ständestaatliche Ehrenzeichen für Kunst und Wissenschaft an 19 Personen, davon 15 an Inländer und vier an Ausländer verliehen.
In den erläuternden Bemerkungen der Regierungsvorlage wird daher im allgemeinen Teil abschließend hervorgehoben:

„Die Eigenart und Besonderheiten von Verdiensten auf den Gebieten der Wissenschaft und Kunst erfordern und rechtfertigen es, als sichtbare Auszeichnung für solche Verdienste ein besonderes Ehrenzeichen und Ehrenkreuz zu schaffen. Der bisherige Mangel solcher Auszeichnungen hat sich schon als fühlbar gewordene Lücke erwiesen. Diese Lücke zu schließen, ist das Ziel der Regierungsvorlage.“

## Verleihungsbedingungen
Das Österreichische Ehrenzeichen für Wissenschaft und Kunst (kurz Ehrenzeichen) ist die höchste Bundesauszeichnung, die die Republik für wissenschaftliche oder künstlerische Leistungen vergibt. Diese sichtbare Auszeichnung stellt die größte Wertschätzung dar und wird ausschließlich verliehen „an Personen des In- und Auslandes, die sich durch besonders hochstehende schöpferische Leistungen auf dem Gebiete der Wissenschaft oder der Kunst allgemeine Anerkennung und einen hervorragenden Namen erworben haben“.
Hierarchisch darunter werden abgestuft das Österreichische Ehrenkreuz für Wissenschaft und Kunst I. Klasse (kurz: Ehrenkreuz I. Klasse) und das Österreichische Ehrenkreuz für Wissenschaft und Kunst (kurz Ehrenkreuz) verliehen „an Personen des In- und Auslandes, die sich durch anerkannte Leistungen auf diesem Gebiete Verdienste erworben haben.“
Die Verleihung erfolgt in allen drei Stufen durch den Bundespräsidenten auf Vorschlag der Bundesregierung nach Antrag durch den Bundesminister für Unterricht (heute Bundesministerium für Bildung, Wissenschaft und Forschung).

### Ehrenzeichen für Wissenschaft und Kunst
Das Ehrenzeichen dürfen maximal 36 österreichische Staatsbürger (je 18 auf dem Gebiet der Wissenschaft und der Kunst) und 36 Ausländer besitzen, die zugleich je eine Kurie für Wissenschaft und für Kunst bilden und aus der heraus die neuen Träger des Ehrenzeichens gewählt werden:

„Um besonders dem Österreichischen Ehrenzeichen für Wissenschaft und Kunst auf Dauer einen hohen ideellen Wert zu sichern, ist im § 2 vorgesehen, daß die Gesamtzahl der Besitzer 36 österreichische und 36 ausländische Staatsbürger nicht übersteigen darf.“

Das Ehrenzeichen wird ausschließlich über Vorschlag der jeweiligen Kurie verliehen. Dabei darf der Bundesminister für Bildung (Unterricht) der Bundesregierung nur solche Personen zur Verleihung vorschlagen, die von mindestens einem Drittel, aber nicht weniger als fünf Mitgliedern der Kurie an ihn vorgeschlagen worden sind. Andererseits ist der Minister auch berechtigt, die Kurie zur Erstattung eines Vorschlages einzuladen. Diese hohe Auszeichnung ist bisher nur etwa 200 Mal verliehen worden.
Das Ehrenzeichen bleibt im Eigentum des Bundes und ist nach dem Ableben des Besitzers zurückzustellen.

### Ehrenkreuz I. Klasse und Ehrenkreuz für Wissenschaft und Kunst
Anders als beim Ehrenzeichen gibt es bei den Ehrenkreuzen keine Beschränkung der Anzahl der Besitzer. Die Verleihung erfolgt ohne Einbindung der oben genannten Kurie durch den Bundespräsidenten auf Vorschlag der Bundesregierung nach Antragstellung durch den Bundesminister für Unterricht.
Die Ehrenkreuze verbleiben nach dem Ableben der Besitzer im Eigentum der Erben.

### Aberkennung des Ehrenzeichens und der Ehrenkreuze
Mit Änderung vom 28. November 2001 wurde dem Gesetz folgender § 8a hinzugefügt:

„Werden später Tatsachen bekannt, die einer Verleihung entgegengestanden wären, oder setzt der oder die Beliehene nachträglich ein Verhalten, das einer Verleihung entgegenstünde, so ist das Ehrenzeichen bzw. das Ehrenkreuz für Wissenschaft und Kunst abzuerkennen.“

Das bekannteste Beispiel und Anlass zur Hinzufügung des „Aberkennungsparagrafen“ betraf den NS-Arzt Heinrich Gross, dessen Verleihung des Ehrenkreuzes I. Klasse aus dem Jahr 1975 durch Beschluss des Ministerrats per 1. April 2003 außer Kraft gesetzt wurde. Eine Aberkennung des Ehrenkreuzes für den Unternehmer Johann Grander („Belebtes Wasser“) wurde hingegen vom damaligen Wissenschaftsminister Johannes Hahn (ÖVP) am 5. August 2008 unter Verweis auf den Fall Gross „aus Gründen der Verhältnismäßigkeit der beiden Fälle“ abgelehnt.

## Träger des Ehrenzeichens und der Ehrenkreuze
Eine Aufstellung der beliehenen Personen ist in der Liste der Träger des Österreichischen Ehrenzeichens und der Österreichischen Ehrenkreuze für Wissenschaft und Kunst zu finden.

## Rechtsquellen
- Schaffung eines Österreichischen Ehrenzeichens und Ehrenkreuzes für Wissenschaft und Kunst in der geltenden Fassung im Rechtsinformationssystem des Bundes (RIS):
  - Bundesgesetz vom 25. Mai 1955 über die Schaffung eines Österreichischen Ehrenzeichens für Wissenschaft und Kunst und eines Österreichischen Ehrenkreuzes für Wissenschaft und Kunst. In der Stammfassung BGBl. Nr. 96/1955 vom 22. Juni 1955.
  - Änderung des Bundesgesetzes über die Schaffung eines Österreichischen Ehrenzeichens für Wissenschaft und Kunst und eines Österreichischen Ehrenkreuzes für Wissenschaft und Kunst. Hinzufügung des § 8a mit BGBl. I Nr. 128/2001 vom 27. November 2001, Inkrafttretensdatum am 28. November 2001.
- Ehrenzeichen, Ehrenkreuz für Wissenschaft und Kunst – Statut in der geltenden Fassung im RIS:
  - Verordnung des Bundesministeriums für Unterricht vom 10. August 1956 über das Statut für das Österreichische Ehrenzeichen für Wissenschaft und Kunst und das Österreichische Ehrenkreuz für Wissenschaft und Kunst mit dem Statut in der Anlage (§§ 1 bis 7) und der Beschreibung der Dekorationen und der Art des Tragens derselben in der Beilage (Ziffer 1 bis 3). In der Stammfassung BGBl. Nr. 180/1956 vom 28. August 1956.
  - Mit dem Bundesverfassungsgesetz, mit dem das Bundes-Verfassungsgesetz in der Fassung von 1929 geändert wird, BGBl. Nr. 504/1994 vom 8. Juli 1994, Inkrafttretensdatum am 1. Jänner 1996, wurde in dem Statut (= in der Anlage) keine inhaltliche Änderung vorgenommen, sondern nur in dessen § 4 der „ordentliche Wohnsitz“ in „Hauptwohnsitz“ geändert.